# Baie-Saint-Paul
Baie-Saint-Paul ist eine Stadt (ville) und Hauptort der MRC Charlevoix in der kanadischen Provinz Québec.
Sie liegt am Nordufer des Sankt-Lorenz-Stroms 97 km nordöstlich der Provinzhauptstadt Québec am Flussdelta des Rivière du Gouffre.
Seit 1913 besitzt Baie-Saint-Paul die Stadtrechte.
Nach der Volkszählung 2006 hatte die Stadt 7.288 Einwohner, dem aktuellsten Zensus von 2016 nach jedoch nur noch 7.146 Einwohner. Die Fläche beträgt 546,48 km².
In Baie-Saint-Paul gründete sich 1984 das weltberühmte Zirkusunternehmen Cirque du Soleil.
Die Stadt war 2007 die Kulturhauptstadt von Kanada (Capitale culturelle du Canada). Sicherlich wegen der großen Zahl – aktuell sind es über 25 – großen und kleinen Kunstgalerien (Musée d’art contemporain de Baie-Saint-Paul), Internationalen Kunst-Events (Symposium international d’art contemporain) und dem Image, die Künstlerstadt (Festival en peinture Rêves d’Automne) in der gesamten Provinz von Québec zu sein. Man sagt, das besondere Licht, das Meeresklima und die Landschaft habe von jeher Maler inspiriert, darunter so bedeutende wie Jean-Paul Lemieux und Marc-Aurèle Fortin.
Von Juni bis Oktober verbindet eine private Zugverbindung, "Le Train de Charlevoix" die Stadt mit Québec südwestlich und mit La Malbaie nordöstlich. Der Streckenverlauf von 125 km führt direkt den Sankt-Lorenz-Strom entlang und erschließt Landschaftsabschnitte, die teilweise nur durch diesen Zug zugänglich sind.

## Söhne und Töchter der Stadt
- Albert Duquesne (1890–1956), Schauspieler
- Raymond Saint-Gelais (* 1936), römisch-katholischer Geistlicher, Bischof von Nicolet